# Bernardino Baldi
Bernardino Baldi (Urbino, 5 giugno 1553 – Urbino, 10 ottobre 1617) è stato un matematico e poeta italiano; dotato di vasti e diversi interessi, fu anche uno storico, un antiquario e conobbe numerose lingue.

## Biografia
Fu il figlio di Francesco e di Virginia Montanari, fece a Urbino i primi studi sotto la guida dell'umanista Gianantonio Turoneo e del matematico Federico Commandino. Nel 1573 si iscrisse nello Studio di Padova per frequentare i corsi di filosofia senza tuttavia concluderli: in questi anni compose versi e portò a termine il poemetto didascalico L'Artiglieria, che nel 1600 pubblicò tutti insieme a Pavia, con il titolo Il Lauro. Tornò a Urbino per riprendere lo studio della matematica con Guidobaldo del Monte: qui tradusse i Fenomeni di Arato di Soli e scrisse nel 1578 un nuovo poemetto didascalico, L'invenzione del bossolo da navigare.
La sua cultura, ampia ed eclettica, fu conosciuta e apprezzata dal cardinale Carlo Borromeo, che lo sollecitò a mettere in versi soggetti religiosi e vite di santi: il risultato fu la pubblicazione a Vicenza, nel 1589, replicata a Roma nel 1594, di 116 sonetti, sotto il titolo de La corona dell'anno. Il cardinale lo raccomandò a Mantova, nel 1580, come insegnante di matematica del nipote Ferrante II Gonzaga che gli fece ottenere i benefici dell'abbazia di Guastalla.
Continuò ad allargare i suoi interessi, dedicandosi allo studio della lingua ebraica e della caldea, praticando la pittura e traducendo l'Ero e Leandro di Museo. Nel 1586 era a Roma, dove scrisse i Sonetti romani, una sorta di guida turistica sul tema delle antichità romane, a imitazione del Premier livre des antiquités de Rome di Joachim du Bellay.
Tornò a Mantova nel 1587, facendo frequenti soggiorni nella nativa Urbino per sfuggire ai fastidi che le sue incombenze di abate di Guastalla gli procuravano. Dopo un nuovo soggiorno romano nel 1597 al seguito del cardinale Cinzio Aldobrandini, iniziò la stesura della biografia di Federico da Montefeltro e poi di quella di Guidobaldo da Montefeltro, commissionategli dal duca di Urbino Francesco Maria II della Rovere, al servizio del quale passò nel 1609, rinunciando ai benefici dell'abbazia di Guastalla. Rimase a Urbino per il resto della sua vita, morendovi il 10 ottobre del 1617. Fu sepolto nel convento di San Francesco di Urbino.
Della sua vita hanno scritto Ireneo Affò, Giammaria Mazzuchelli e altri.

## Opere

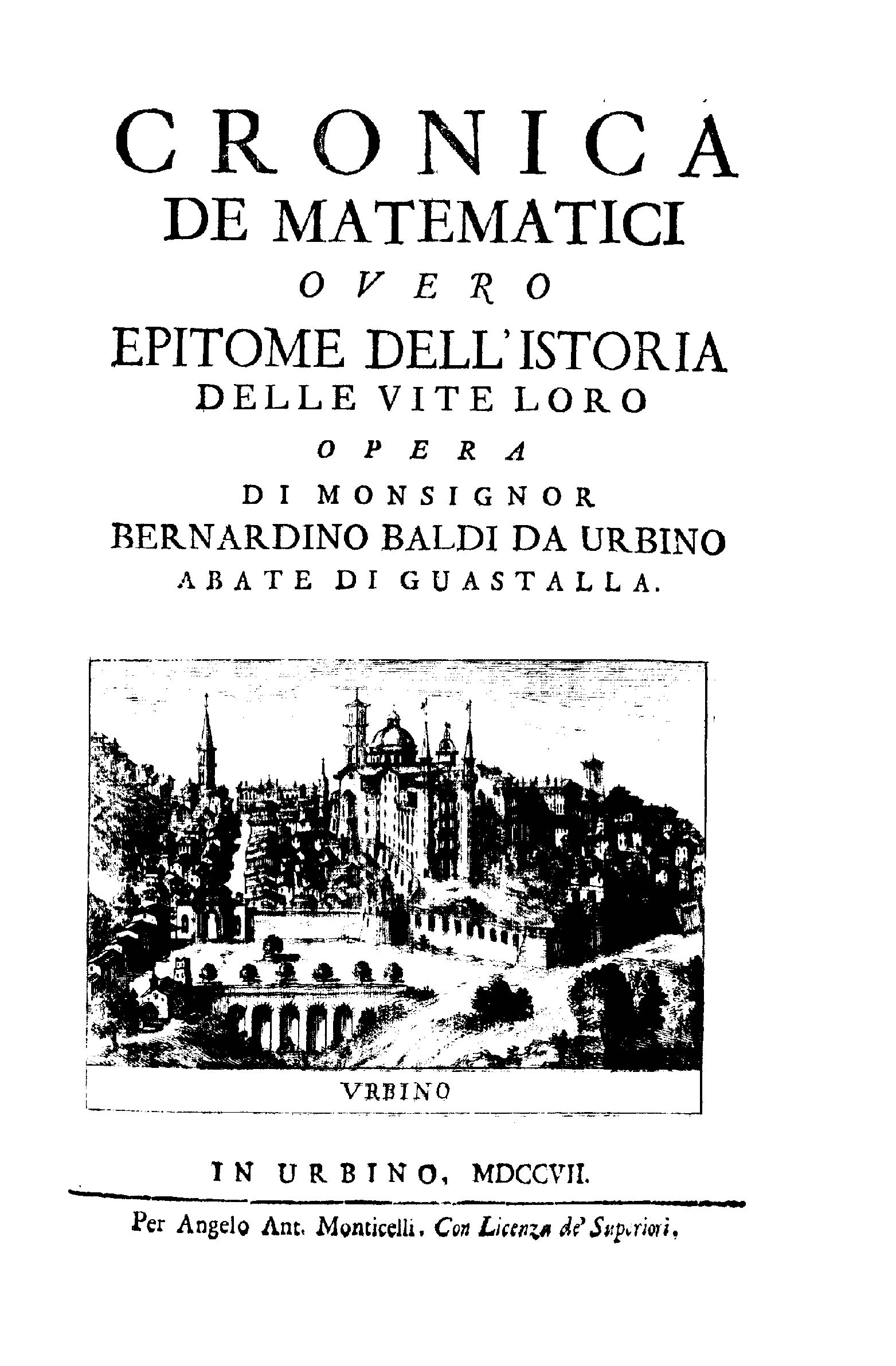
Cronica de matematici, 1707

Autore poligrafo ed eclettico, si dice che abbia scritto più di cento opere differenti, la maggior parte delle quali è rimasta inedita. Le varie opere mostrano le sue abilità come teologo, matematico, geografo, antiquario (scrittore di antichità), storico e poeta. La Cronica de matematici (pubblicata a Urbino nel 1707) è un compendio di un'opera più ampia, a cui ha dedicato dodici anni di lavoro e che intendeva contenere le vite di più di duecento matematici. In particolare, scrisse una Vita e fatti di Federigo di Montefeltro duca di Urbino e Della vita e de' fatti di Guidobaldo I da Montefeltro duca d'Urbino, pubblicate postume rispettivamente nel 1824 a cura di Francesco Zuccardi e nel 1821 a cura di Carlo Rosmini; un poemetto sulla bussola, L'invenzione del bossolo da navigare, pubblicato solo nel 1901 a cura di Giovanni Canevazzi; un poema sulla Nautica. È stato chiamato il "Varrone del Cinquecento".
Baldi si interessò anche di etruscologia nell'opuscolo In tabulam aeneam Eugubinam lingua Hetrusca veteri perscriptam Divinatio, pubblicato nel 1613 per i tipi della casa editrice «Ad insigne pinus», creata dagli umanisti tedeschi David Hoeschel e Mark Welser.

## Edizioni

### Opere scientifiche
- In mechanica Aristotelis problemata exercitationes, In Urbino, per Angelo Ant. Monticelli, 1707.
- Cronica de matematici overo Epitome dell'istoria delle vite loro, In Urbino, per Angelo Ant. Monticelli, 1707.

### Opere erudite e storiche
- In tabulam aeneam eugubinam lingua hetrusca veteri perscriptam, divinatio, Augusta Vindelicorum, David Franck, 1613.
- Scamilli impares Vitruviani, Augsburg, Ad Insigne Pinus, 1612.
- De Vitruvianorum verborum significatione, Augsburg, Ad Insigne Pinus, 1612.

Ripubblicata nell'edizione di Vitruvio cum notis Variorum a Joanne de Laet (insieme col suo Trattato De Scamillis), Amstelodami per Ludovicum Elzevirium 1649. in-folio con il titolo Lexicon Vitruvianum. La Vita di Vitruvio scritta da Baldi fu ripubblicata dal Marchese Giovanni Poleni nelle sue Exercitationes Vitruvianae Secundae.
- La difesa di Procopio contro le calunnie di Flavio Biondo, Urbino, Marcantonio Mazzantini, 1627.
- Della vita e de' fatti di Guidobaldo I da Montefeltro duca d'Urbino libri dodici, 2 voll., Milano, per Giovanni Silvestri, 1821.
- Vita e fatti di Federigo di Montefeltro duca di Urbino. Istoria, 3 voll., Roma, presso Perego Salvioni, 1824.

### Opere letterarie
- La corona dell'anno, Venezia, appresso Agostino dalla Noce, 1589.
- Versi e prose di monsignor Bernardino Baldi da Vrbino abbate di Guastalla, Venezia, appresso Francesco de' Franceschi senese, 1590.
- La Deifobe, overo gli oracoli della Sibilla Cumea Monodia, Venezia, Giovanni Battista Ciotti, 1604.
- Il Diluvio universale, cantato, con nuova maniera di versi, Venezia, Per P. Bartoli, 1604.
- Concetti morali, cantati da Bernardino Baldi da Vrbino, abbate di Guastalla, nell'illustrissime Academie Innominata Seluaggio, & Affidata Hileo, Parma, nella stamperia di Erasmo Viotti, 1607.
- La Nautica: Poema, Venezia, Per P. Bartoli, 1604.
- Versi e prose scelte, annotate e ordinate da Filippo Ugolini e Filippo Luigi Polidori, Firenze, Felice Le Monnier, 1859.
- L'invenzione del bossolo da navigare. Poema inedito, Livorno, Raffaello Giusti editore, 1901.

### Traduzioni dal greco
- Di Herone Alessandrino de gli automati, ouero Machine se moventi, Libri due, Venezia, Girolamo Porro, 1589.
- (LA) Heronis Ctesibii Belopoeeca, Augsburg, David Franck, 1616.

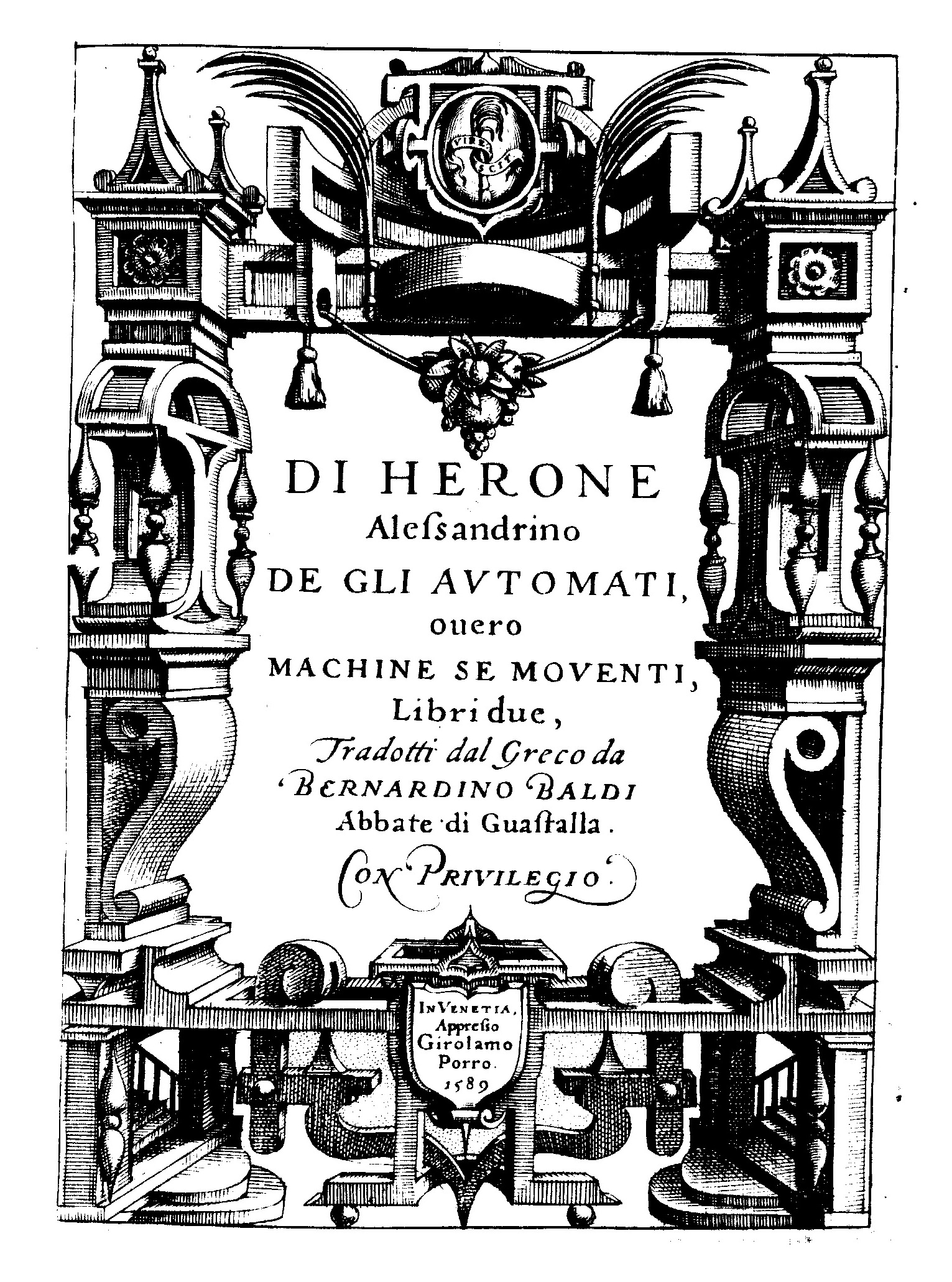
De gli automati (De automatis), 1589

Questa traduzione con le note del Baldi fu inserita nella Raccolta Veteres mathematici, Parisiis, ex Typographia Regia 1693, in-folio, 
car. 121 e 331. La vita di Erone fu stampata separatamente Augustae Vindelic. 1614. in 4°.
- Del primo libro de' Paralipomeni d'Omero: poema di Quinto Smirneo detto Calabro, Firenze, Guglielmo Piatti, 1818.
- I paralipomeni d'Omero: poema di Quinto Smirneo detto Calabro, volgarizzamento inedito di Bernardino Baldi da Urbino, vol. 1, Firenze, Leonardo Ciardetti, 1828.
- I paralipomeni d'Omero: poema di Quinto Smirneo detto Calabro, volgarizzamento inedito di Bernardino Baldi da Urbino, vol. 2, Firenze, Leonardo Ciardetti, 1828.